# Fraunhofer-Institut für Betriebsfestigkeit und Systemzuverlässigkeit

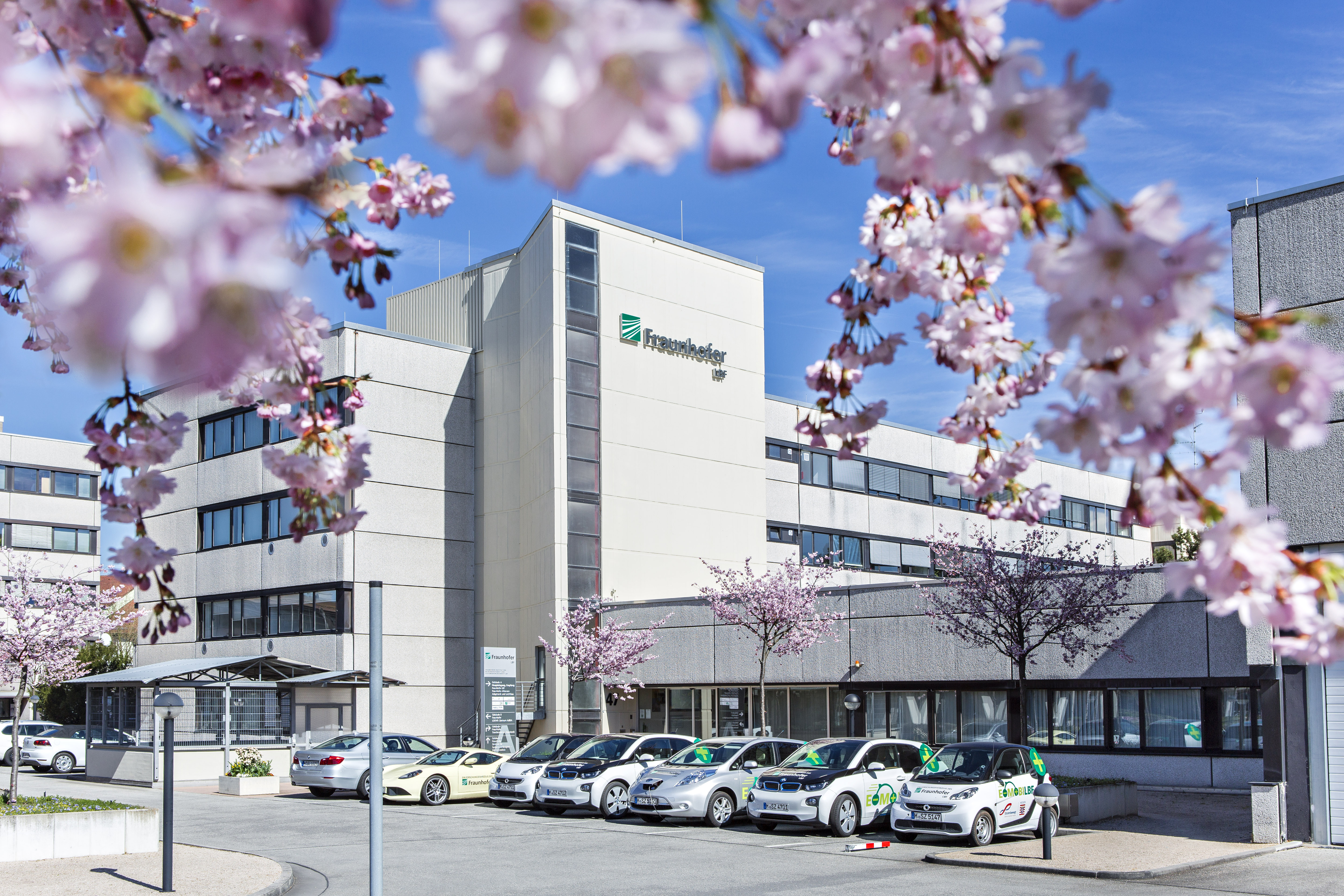
Fraunhofer LBF, Institutszentrum (Campus) in Darmstadt-Kranichstein

Das Fraunhofer-Institut für Betriebsfestigkeit und Systemzuverlässigkeit LBF (Fraunhofer LBF) ist eine Einrichtung der Fraunhofer-Gesellschaft zur Förderung der angewandten Forschung e. V. Das Institut hat seinen Sitz in Darmstadt, seine Aktivitäten sind der angewandten Forschung im Fach der Ingenieurwissenschaften mit den Ausrichtungen Maschinenbau, Anlagenbau, Automobilindustrie und Transportsysteme zuzuordnen.
Das Fraunhofer LBF feiert im Jahr 2018 seinen 80. Geburtstag.

## Geschichte
Die Geschichte des Instituts geht zurück auf das Jahr 1938 und die Gründung der Bautz-Bergmann Werkstoff- und Konstruktionsberatung GmbH. Im Jahr 1950 erfolgte der Zusammenschluss dieses Unternehmens mit dem Physikalisch-Technischen Labor von Ernst Gaßner zum „Laboratorium für Betriebsfestigkeit“ (abgekürzt LBF). Das LBF wurde 1962 in die 1949 gegründete Fraunhofer-Gesellschaft aufgenommen und erhielt 1979 den Namen „Fraunhofer-Institut für Betriebsfestigkeit LBF“. 
Seit 2004 trägt das Institut den heutigen Namen.
Das ebenfalls in Darmstadt ansässige Deutsche Kunststoff-Institut DKI wurde zum 1. Juli 2012 als neuer Institutsbereich „Kunststoffe“ in das LBF eingegliedert.

## Forschungsschwerpunkte
Das Institut bedient die vier Geschäftsfelder:
- Automotive
- Transport
- Maschinen- und Anlagenbau
- Energie, Umwelt und Gesundheit

Die Kernkompetenzen des Instituts:
- Betriebsfestigkeit
- Systemzuverlässigkeit
- Adaptronik
- Kunststoffe

Das Leistungsangebot umfasst:
- Leichtbau
- Polymertechnik
- Schwingungstechnik
- Zuverlässigkeit

## Kooperationen
Seit 2001 besteht eine Kooperation mit dem Fachgebiet Systemzuverlässigkeit, Adaptronik und Maschinenakustik SAM der TU Darmstadt. Im Rahmen der Kooperation wird vom SAM die „Universitäre Grundlagenforschung“ erbracht. Das Fachgebiet ist als Schwerpunkt Systemzuverlässigkeit, Adaptronik und Maschinenakustik in das Fraunhofer-Institut integriert.
Daneben ist das Fraunhofer LBF Mitglied im Fraunhofer-Verbund MATERIALS und in verschiedenen Fraunhofer-Allianzen.
- Fraunhofer-Verbund MATERIALS
- Fraunhofer-Allianz Adaptronik
- Fraunhofer-Allianz Leichtbau
- Fraunhofer-Allianz Big Data
- Fraunhofer-Allianz Batterie
- Fraunhofer-Allianz Verkehr
- Fraunhofer-Allianz Automobil
- Fraunhofer-Allianz Simulation
- Fraunhofer-Allianz Academy

## Infrastruktur
Am Fraunhofer LBF arbeiten rund 500 Mitarbeiter. Das Institutszentrum in Darmstadt-Kranichstein (LBF-Campus) umfasst insgesamt vier Gebäude. Im November 2010 wurde das von JSWD Architekten entworfene Transferzentrum Adaptronik eröffnet. Im Frühjahr 2015 kam das ZSZ-e Zentrum für Systemzuverlässigkeit mit Schwerpunkt Elektromobilität hinzu. Der Bereich Kunststoffe befindet sich in der Darmstädter Innenstadt.
Das Institut wurde zwischen 2001 und September 2013 von Holger Hanselka geleitet, bevor dieser zum 1. Oktober 2013 die Präsidentschaft des Karlsruher Instituts für Technologie KIT übernahm.
Seit Januar 2016 leitet Tobias Melz das Fraunhofer-Instituts für Betriebsfestigkeit und Systemzuverlässigkeit LBF. Parallel dazu wurde er zum Leiter des Fachgebiets Systemzuverlässigkeit, Adaptronik und Maschinenakustik SAM der Technischen Universität Darmstadt berufen, wo er bereits seit 2011 Professor für Adaptronische Systeme ist. Zuvor war er ab 2001 in verschiedenen leitenden Funktionen am Fraunhofer LBF tätig. Während dieser Zeit baute er den Forschungsbereich der Adaptronik auf und leitete diesen.